# Juice (gruppo musicale)
Le Juice sono state un girl group danese formato da Anne Rani, Maria Hamer e Lena Tahara (sostituita nel 1998 da Eve Horne) e attivo dal 1995 al 2000. Al gruppo è stata data una seconda vita a partire dal 2018, questa volta come duo, con la riunione di Anne Rani ed Eve Horne.

## Carriera
Le Juice si sono formate nel 1995 con l'unione di tre ragazze di origini diverse: Anne Rani, proveniente dallo Sri Lanka; Lena Tahara, metà danese e metà giapponese; Maria Hamer, dano-guyanese. Nel 1998 Lena Tahara ha lasciato il gruppo ed è stata sostituita dall'anglo-giamaicana Eve Horne.
Si sono affermate come uno dei primi girl group R&B di successo in Danimarca. Il loro album di debutto Something to Feel è uscito nel 1997, mentre due anni dopo è stato pubblicato il loro secondo disco, Can We Get Personal?.
Nel 1999 le Juice hanno collaborato con il duo al femminile S.O.A.P., la cantante Christina Undhjem e il produttore Remee sul brano natalizio Let There Be Love, che è diventato un classico stagionale in Danimarca, con i suoi rientri quasi annuali nella Track Top-40 nei mesi di novembre e dicembre dati dalle vendite digitali e dalle alte riproduzioni sulle piattaforme di streaming.
Le Juice si sono sciolte ad agosto 2000. Nel 2018 Anne Rani ed Eve Horne hanno ridato vita al progetto pubblicando il singolo Stay e, l'anno successivo, Indestructible.

## Discografia

### Album in studio
- 1997 – Something to Feel (pubblicato come Juice negli Stati Uniti)
- 1999 – Can We Get Personal?

### Singoli
- 1997 – Best Days
- 1997 – I'll Come Runnin'
- 1997 – Down for Your Love
- 1999 – Let Love Be Love (con le S.O.A.P. e Christina Undhjem feat. Remee)
- 1999 – Do It for U
- 1999 – Not in Love
- 2000 – My Love
- 2018 – Stay
- 2019 – Indestructible